# Ryzí nauka právní
Ryzí nauka právní je pozitivisticky orientovaná právní filozofie vytvořená rakouským právním teoretikem Hansem Kelsenem. První podobné myšlenky publikoval český právní teoretik František Weyr, zakladatel druhé větve ryzí nauky, brněnské normativní teorie práva, systém však první sjednotil Kelsen.

## Historie ryzí nauky právní
Historii ryzí nauky právní lze počítat od roku 1911, kdy Hans Kelsen publikuje svou habilitační práci Hauptprobleme der Staatsrechtlehre. V meziválečném období byla tato teorie rozvíjena především ve Vídni, tzv. vídeňskou školou, vedenou Hansem Kelsenem (sem patřili např.  A. Merkl, A. Verdross, F. Kaufmann a F. Schreier).
Po 2. světové válce došlo k renesanci přirozenoprávního směru (jusnaturalismu) a ústupu ryzí nauky právní. I Hans Kelsen později opustil od některých svých dřívějších postulátů a neprosazoval ryzí nauku právní v tak radikální podobě jako dříve.

## Podstata ryzí nauky právní

### Východiska ryzí nauky právní
Inspirací pro ryzí nauku právní ve filozofické rovině byla transcendentální filozofie Immanuela Kanta. Hans Kelsen se inspiroval především její marburskou školou (Hermann Cohen), František Weyr se potom inspiroval zejména její interpretací v podání Arthura Schopenhauera.
Dalším inspiračním zdrojem je rozkazní teorie, koncipovaná v 18. a 19. století v Anglii Jeremy Benthamem a Johnem Austinem. Nelze pominout ani inspiraci klasickým juspozitivismem, byť ve svém díle se proti němu zejména Kelsen kriticky vymezuje. Sám Kelsen se potom považoval za žáka německého státovědce George Jellinka.

### Ryzí nauka právní a právní pozitivismus
Ryzí nauka právní je jednoznačně pozitivisticky orientovanou právní filozofií. Přesto se v době svého vzniku vymezovala vůči právnímu pozitivismu 19. století a odmítala některé do té doby jednoznačně přijímané postuláty. Ryzí nauka právní neuznává např. takzvané dualismy v právu (rozlišování soukromého a veřejného práva, objektivního a subjektivního práva atp.).

### Bytí a mětí; Právní norma
Ryzí nauka právní je postavena na striktním rozlišování toho, co je (bytí, kauzalita), a toho, co má být (mětí, normativita). Zatímco kauzální (přírodní) vědy se mají zabývat tím, co je (reálným světem), normativní vědy (tedy především právní věda) se pak zabývá tím, co být má.
Klíčovým pojem ryzí nauky právní je právní norma. Ta je výrazem toho, co má být, vyjadřuje tedy povinnost.

### Stupňovitá výstavba právního řádu
Existuje více stupňu právních norem s různou právní silou. Jednotlivé právní normy jsou ve vzájemném hierarchickém vztahu. Právní norma nižšího stupně (např. vyhláška) musí být v souladu s právní normou stupně vyššího (např. s ústavou). Nejvyšší reálnou právní normou je zpravidla ústava, základní zákon státu.
Hans Kelsen potom staví nad ústavu tzv. grundnormu neboli základní normu. Ta umožňuje chápat právní řád jako platný. František Weyr se domníval, že nad ústavou stojí pouze stát jakožto základní zákonodárná (resp. normotvorná) autorita.